# ماريو بالوتيلي
ماريو بالوتيلي بارواه (مواليد 12 أغسطس 1990)، هو لاعب كرة قدم إيطالي من أصل غاني وهو حاليا بدون نادي (لاعب حر) كان يلعب مع انتر ميلان ومانشستر سيتي وليفربول وميلان ومارسيليا وسيون وجنوى
ولد بالوتيلي في باليرمو في جزيرة صقلية الإيطالية عام 1990، واسمه الحقيقي هو ماريو بارواه من أبوين مهاجرين غانيين. ومنذ ولادته تبين إصابته بمرض في الأمعاء كاد أن يودي بحياته مما اضطر والده إلى الذهاب بالعائلة إلى مدينة بريشيا الصناعية ليجد له عملا أفضل لتوفير حياة كريمة لعائلته وأولاده الأربعة. لكن وبعد إجراء عدد من العمليات الجراحية لماريو أصبحت ظروف الحياة أصعب مما جعل العائلة تلجأ لمراكز الخدمات الاجتماعية.
قبل أن يتم السنة الثالثة من عمره أُرسل إلى عائلة إيطالية لرعايته لمدة سنة. لكنه بقي معها حتى اليوم ويعتبر ماريو أن فرانشسكو وسيلفيا بالوتيللي هما والداه الحقيقيان وغير اسم عائلته تيمناً بعائلته الجديدة على الرغم من عدم تبنيه رسمياً حتى اللحظة.
يعتبر ماريو أن والديه الأصليين تخليا عنه والآن يريدانه فقط لأنه أصبح مشهوراً. لكن يقول والداه إنهما لطالما أرادا استعادته. ويقول والده توماس بارواه «إدعى ماريو أننا تخلينا عنه عند ولادته في المستشفى وإننا كنا نضربه في صغره كلاهما أمران غير صحيحين! فماريو هو أول ولد ذكر في العائلة ونحن كنا نحاول دائماً أن نوفر له حياة أفضل ولطالما وددنا استرجاعه لكنه لم يكن يقبل وأعتقد أن والديه بالتبني زرعا بعض الأفكار في رأسه».

## مسيرته الكروية

### بدايته المبكرة
في يونيو 2006، قضى ماريو اسبوعا اختباريا مع طلاب نادي برشلونة. هناك تعرف على لاعبين مثل تياغو ألكانتارا ومارك بارترا.حيث لعب ثلاث مباريات مع طلاب وكان قد سجل ثمانية اهداف. وكانت إدارة برشلونة على استعداد لضمه لصفوفها ويصبح طالب في أكاديمية لا ماسيا، ولكن مبالغة وكيل أعماله آنذاك في تحديد سعر الانضمام خاصة في ذلك السن أدت إلى فشل صفقة انضمامه إلى الأكاديمية. بدأ مشواره الكروي مع فريق ليميزاني. ولعب لأول مرة في سن 15 ضد فريق بادوفا في الدوري الإيطالي الدرجة الأولى.

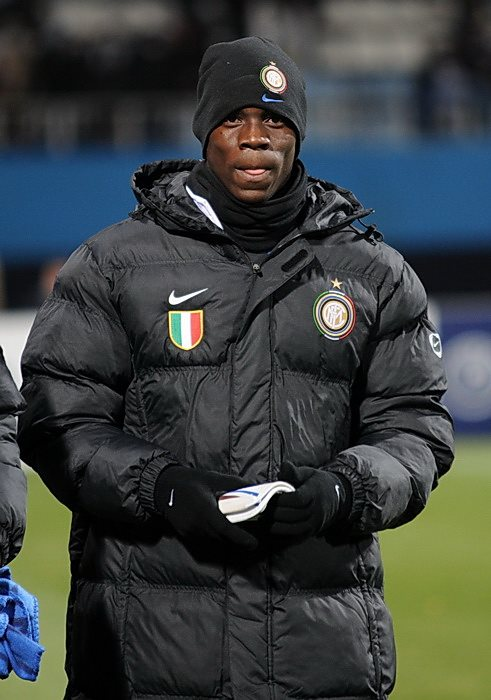
بالوتيلي مع انتر ميلان عام 2009

### إنتر ميلان
وبعد عامين فقط من ظهوره على الساحة الكروية مع ليميزاني في عام 2006، انتقل في إعارة إلى نادي إنتر ميلان. وبدأ حياته المهنية في استاد جوزيبي مياتزا في تشكيلة الفريق تحت سن 17 عاما قبل أن ينضم إلى نادي بريمافيرا تحت سن 20 عاما.

#### مع الفريق الأول
شارك لأول مرة في الفريق الأساسي في ديسمبر 2007 كاحتياطي، وبعد ثلاثة أيام سجل هدفين في مباراة إنتر ميلان الإيطالي أمام فريق ريجينا والتي انتهت بنتيجة 4–1.
وقد وقع بالوتيلي اتفاقاً مدته ثلاث سنوات مع انتر ميلان قبل موسم 08–2009. وفي نوفمبر 2008 أصبح أصغر لاعب في انتر ميلان يسجل في دوري أبطال أوروبا عندما سجل هدف ضد أنورثوسيس فاماغوستا. واستمر منذ ذلك الحين في مساعدة انتر ميلان في الفوز في عام 2010 بالثلاثية التاريخية دوري أبطال أوروبا وكأس إيطاليا والدوري الإيطالي فضلاً عن إحرازه 20 هدفاً في 59 مباراة.

### مانشستر سيتي
بعد أسابيع من التكهنات والإشاعات، توصل إنتر ميلان إلى اتفاق بشأن انتقال بالوتيلي إلى مانشستر سيتي في 12 أغسطس 2010 مقابل 21.8 مليون يورو. في مانشستر سيتي اجتمع بالوتيلي مع مدربه السابق روبرتو مانشيني، الذي قال: «أسلوبه في اللعب يتناسب مع الدوري الإنجليزي الممتاز، ولأنه لا يزال صغيرًا جدًا، هناك فرصة كبيرة لتطوره. إنه لاعب قوي ومثير، وسيستمتع عشاق السيتي بمشاهدته». تبادل بالوتيلي رقم الفريق مع زميله غريغ كونينغهام حتى يتمكن من الاستمرار في ارتداء القميص رقم 45.

### ميلان
في 29 يناير 2013، أعلن المدير المنظم لنادي ميلان أمبرتو غانديني، أن النادي على التوقيع مع بالوتيلي من مانشستر سيتي في صفقة مدتها أربعة أعوام ونصف العام يشاع بأنها قيمتها 20 مليون يورو بالإضافة إلى مكافآت وإضافات. واقترح روبرتو مانشيني مدرب مانشستر سيتي في ذلك الوقت بيع بالوتيلي لميلان من أجل مصلحة اللاعب، واصفا المهاجم بأنه «مثل أحد أولادي» ، وقال إن بالوتيلي قد يصبح أحد أفضل اللاعبين في العالم عندما تم ضبطة في الدوري الإيطالي.

### ليفربول
في أغسطس 2014، انضم بالوتيلي إلى ليفربول مقابل 16 مليون جنيه إسترليني، ليحل محل لويس سواريز.

#### العودة إلى ميلان (إعارة)

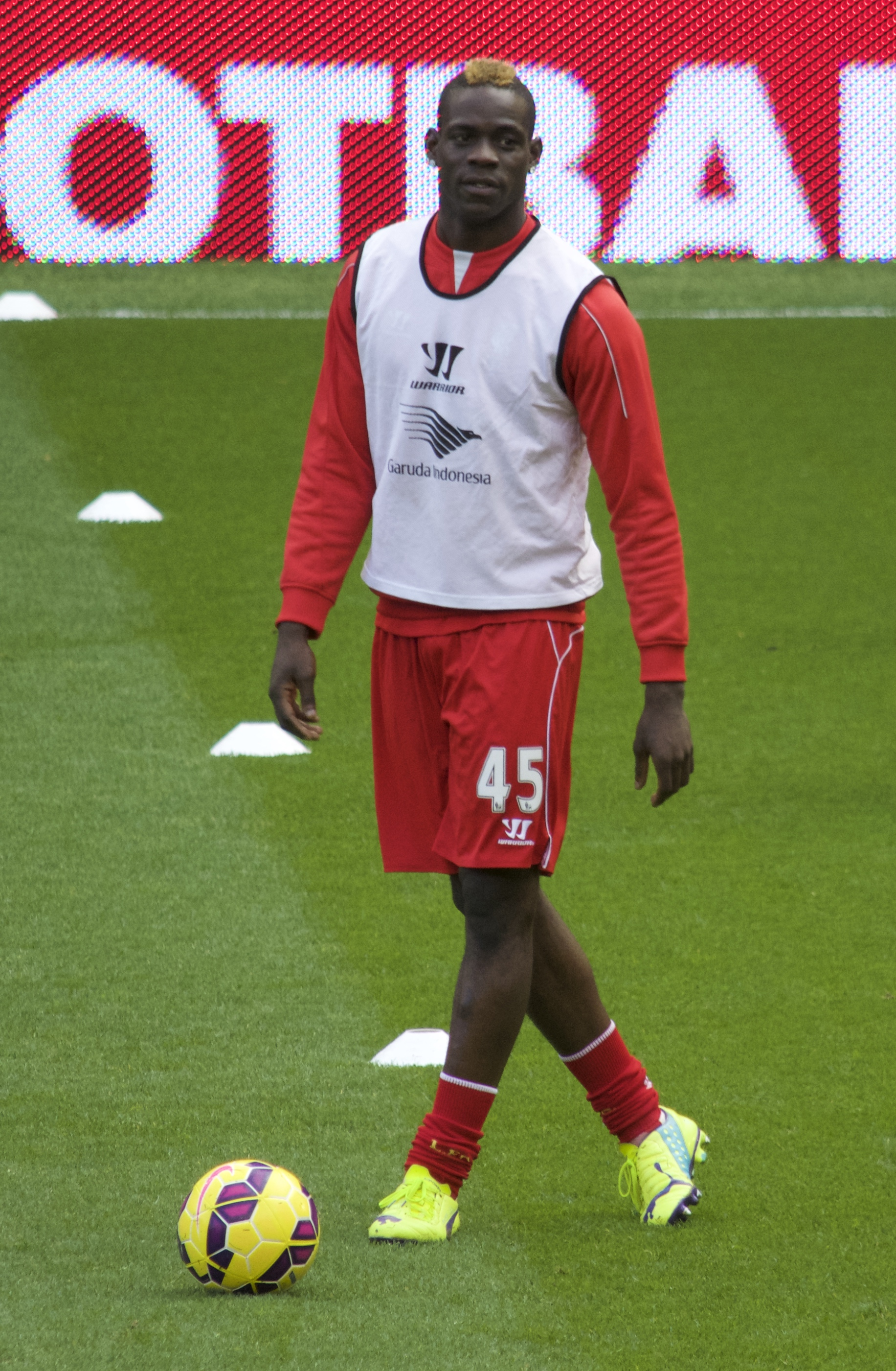
بالوتيلي أثناء الإحماء مع نادي ليفربول سنة 2014

في 27 أغسطس 2015، عاد بالوتيلي إلى ميلان على سبيل الإعارة لمدة موسم.

### نيس
في 31 أغسطس 2016، وفي أخر يوم من نهاية فترة الانتقالات الصيفية، تم الإعلان أن بالوتيلي قد انضم إلى نادي نيس الفرنسي في صفقة انتقال حر، بعد التوقيع على عقد لمدة عام واحد.

### أوليمبيك مارسيليا
في 23 يناير 2019، أنهى بالوتيلي عقده مع نيس ووقع عقدًا حتى نهاية الموسم مع مارسيليا. في 25 يناير، ظهر لأول مرة مع النادي حيث دخل كبديل في الدقيقة 74 على أرضه أمام ليل، وسجل أيضًا هدفه الأول في الدقيقة الأخيرة من الوقت المحتسب بدل الضائع بخسارة نهائية 2-1. سجل هدفه الرابع في الدوري في 3 مارس، بتسديدة بهلوانية في الفوز 2-0 على أرضه ضد سانت إتيان. احتفل بالهدف من خلال إنشاء قصة على إنستغرام على أرض الملعب من هاتفه. في 30 مارس، أصبح أول لاعب منذ جوسيب سكوبلار في أواخر الستينيات يسجل في أول خمس مباريات له على أرضه مع مارسيليا في الدوري الفرنسي.

### بريشيا
في 18 أغسطس 2019، وقع بالوتيلي عقدًا مع نادي مدينته بريشيا، بصفته وكيلًا حرًا. كان راتبه الأساسي 1.5 مليون يورو لمدة عام واحد، مع شرط التجديد التلقائي إذا تجنب النادي الهبوط.
ظهر بالوتيلي لأول مرة مع بريشيا في 24 سبتمبر 2019 في خسارة 2-1 أمام يوفنتوس بعد إيقافه لأربع مباريات منذ فترة وجوده في مارسيليا. سجل هدفه الأول لبريشيا في 29 سبتمبر في الهزيمة 2-1 أمام نابولي.
ظهرت التحديات خلال الموسم حيث واجه بالوتيلي إساءات عنصرية من المشجعين المنافسين. في 3 نوفمبر، أثناء اللعب ضد هيلاس فيرونا، رد على الهتافات العنصرية من خلال التقاط الكرة وركلها في الجماهير، مهددًا بمغادرة الملعب. تم إقناعه بالبقاء وسجل لاحقًا في الدقيقة 85 من المباراة التي انتهت بنتيجة 2-1 لصالح فيرونا. سجل بالوتيلي هدف بريشيا الوحيد في الخسارة 1–2 أمام لاتسيو في 5 يناير 2020، حيث تلقى مرة أخرى استهزاءات عنصرية.
هبط بريشيا إلى دوري الدرجة الثانية في نهاية موسم 2019–20، مما منع التجديد التلقائي لعقد بالوتيلي. تم إنهاء عقده في النهاية بعد أن غاب عن التدريب في يونيو ويوليو 2020. في نوفمبر 2020، تدرب بالوتيلي مع فريق دوري الدرجة الرابعة فرانشاكورتا بينما كان وكيلًا حرًا.

### مونزا
في 7 ديسمبر 2020، انتقل بالوتيلي إلى فريق مونزا في دوري الدرجة الثانية بعقد مدته سبعة أشهر، ليجتمع مجددًا مع زميله السابق في فريق ميلان كيفن برينس بواتينج، والمدرب كريستيان بروتشي، ومالك النادي سيلفيو برلسكوني، ورئيس مجلس الإدارة أدريانو جالياني. ظهر بالوتيلي لأول مرة في 30 ديسمبر، حيث بدأ بالفوز 3–0 على متصدر الدوري ساليرنيتانا وسجل من أول لمسة له في الدقيقة الرابعة. في 1 مايو 2021، بعد غيابه عن الملاعب لمدة شهر تقريبًا، سجل بالوتيلي ثنائية في مرمى ساليرنيتانا. دخل في الدقيقة 80 وسجل من أول لمسة له في المباراة بعد أقل من دقيقة واحدة، وضاعف رصيده في الدقيقة الأولى من الوقت بدل الضائع.

### أضنة دمير سبور
في 7 يوليو 2021، انضم بالوتيلي إلى نادي أضنة دمير سبور الصاعد حديثًا إلى الدوري الممتاز. سجل 18 هدفًا في موسم 2021–22 بالدوري الممتاز، خمسة منها كانت في الجولة الأخيرة من المباراة، في الفوز 7-0 على جوزتيبي؛ هدفه الرابع في المباراة، والذي جمع بين الخطوات الزائدة وتسديدة رابونا، أكسبه ترشيحًا لجائزة بوشكاش لعام 2022.

### سيون
في 31 أغسطس 2022، وقع بالوتيلي عقدًا لمدة عامين مع نادي سيون الذي يلعب في الدوري السويسري الممتاز. في 14 سبتمبر 2023، غادر بعد انتهاء عقده.

### العودة إلى أضنة دمير سبور
في 15 سبتمبر 2023، عاد بالوتيلي إلى أضنة دمير سبور، ووقع عقدًا لمدة عام واحد مع خيار التمديد لعام آخر. أول ظهور له وأول أهدافه في الموسم الجديد في 1 أكتوبر 2023، كان في مباراة ألانيا سبور، والتي ظهر فيها لأول مرة.

### جنوى
في 28 أكتوبر 2024، وقع بالوتيلي على عقد حتى نهاية الموسم مع نادي جنوى الإيطالي. ظهر لأول مرة مع النادي في الفوز 1–0 على بارما في 4 نوفمبر.

## مسيرته الدولية

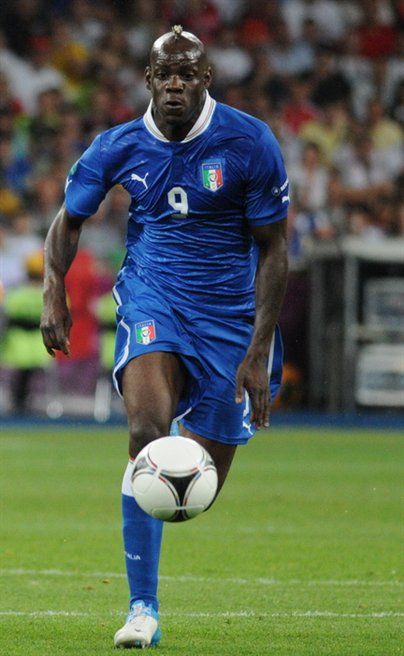
ماريو بالوتيلي في مباراة يورو 2012 ضد إنجلترا

في 7 أغسطس 2007 وقبل خمسة أيام من عيد ميلاده السابع عشر، تلقى اللاعب الشاب ولأول مرة دعوة للعب مع منتخبات لفئة الكبار من مدرب منتخب غانا كلود لو روا للعب مباراة ودية ضد منتخب السنغال في ملعب نيو دن في لندن لكنه لم يقبل العرض مؤكداً أنه يحترم غانا لكنه إيطالي ولن يلعب غير منتخب إيطاليا، وقد ذكر أنه يود اللعب مع منتخبه عندما يتم استدعاؤه وهو أول لاعب أسمر يلعب للمنتخب الإيطالي في بطولة أمم أوروبا 2012.

## الإحصائيات

### النادي
آخر تحديث 2 مارس 2018.
| النادي        | الموسم   | الدوري           | الدوري | الدوري  | الكأس  | الكأس   | كأس السوبر | كأس السوبر | أوروبا | أوروبا  | أخرى   | أخرى    | المجموع | المجموع |
| النادي        | الموسم   | الدرجة           | الظهور | الأهداف | الظهور | الأهداف | الظهور     | الأهداف    | الظهور | الأهداف | الظهور | الأهداف | الظهور  | الأهداف |
| ------------- | -------- | ---------------- | ------ | ------- | ------ | ------- | ---------- | ---------- | ------ | ------- | ------ | ------- | ------- | ------- |
| لومتزانه      | 2005–06  | سيريا C1         | 2      | 0       | —      | —       | —          | —          | —      | —       | —      | —       | 2       | 0       |
| لومتزانه      | المجموع  | المجموع          | 2      | 0       | —      | —       | —          | —          | —      | —       | —      | —       | 2       | 0       |
| إنتر ميلان    | 2007–08  | الدوري الإيطالي  | 11     | 3       | 4      | 4       | —          | —          | 0      | 0       | 0      | 0       | 15      | 7       |
| إنتر ميلان    | 2008–09  | الدوري الإيطالي  | 22     | 8       | 2      | 0       | —          | —          | 6      | 1       | 1      | 1       | 31      | 10      |
| إنتر ميلان    | 2009–10  | الدوري الإيطالي  | 26     | 9       | 5      | 1       | —          | —          | 8      | 1       | 1      | 0       | 40      | 11      |
| إنتر ميلان    | المجموع  | المجموع          | 59     | 20      | 11     | 5       | —          | —          | 14     | 2       | 2      | 1       | 86      | 28      |
| مانشستر سيتي  | 2010–11  | الدوري الإنجليزي | 17     | 6       | 5      | 1       | 0          | 0          | 6      | 3       | —      | —       | 28      | 10      |
| مانشستر سيتي  | 2011–12  | الدوري الإنجليزي | 23     | 13      | 0      | 0       | 2          | 1          | 6      | 3       | 1      | 0       | 32      | 17      |
| مانشستر سيتي  | 2012–13  | الدوري الإنجليزي | 14     | 1       | 1      | 0       | 1          | 1          | 4      | 1       | 0      | 0       | 20      | 3       |
| مانشستر سيتي  | المجموع  | المجموع          | 54     | 20      | 6      | 1       | 3          | 2          | 16     | 7       | 1      | 0       | 80      | 30      |
| ميلان         | 2012–13  | الدوري الإيطالي  | 13     | 12      | 0      | 0       | —          | —          | —      | —       | —      | —       | 13      | 12      |
| ميلان         | 2013–14  | الدوري الإيطالي  | 30     | 14      | 1      | 1       | —          | —          | 10     | 3       | —      | —       | 41      | 18      |
| ميلان         | المجموع  | المجموع          | 43     | 26      | 1      | 1       | —          | —          | 10     | 3       | —      | —       | 54      | 30      |
| ليفربول       | 2014–15  | الدوري الإنجليزي | 16     | 1       | 4      | 0       | 3          | 1          | 5      | 2       | —      | —       | 28      | 4       |
| ليفربول       | المجموع  | المجموع          | 16     | 1       | 4      | 0       | 3          | 1          | 5      | 2       | —      | —       | 28      | 4       |
| ميلان (إعارة) | 2015–16  | الدوري الإيطالي  | 20     | 1       | 3      | 2       | —          | —          | —      | —       | —      | —       | 23      | 3       |
| ميلان (إعارة) | المجموع  | المجموع          | 20     | 1       | 3      | 2       | —          | —          | —      | —       | —      | —       | 23      | 3       |
| نيس           | 2016–17  | الدوري الفرنسي   | 23     | 15      | 0      | 0       | 1          | 1          | 4      | 1       | —      | —       | 28      | 17      |
| نيس           | 2017–18  | الدوري الفرنسي   | 20     | 14      | 0      | 0       | 1          | 1          | 9      | 7       | —      | —       | 30      | 22      |
| نيس           | المجموع  | المجموع          | 43     | 29      | 0      | 0       | 2          | 2          | 13     | 8       | —      | —       | 58      | 39      |
| الإجمالي      | الإجمالي | الإجمالي         | 237    | 97      | 25     | 9       | 8          | 5          | 58     | 22      | 3      | 1       | 331     | 134     |

1. 1 2 3 4  جميع المباريات في دوري أبطال أوروبا
2. 1 2  المباريات في كأس السوبر الإيطالي
3. 1 2  جميع المباريات في الدوري الأوروبي
4. ↑  3 مباريات وهدفين في دوري أبطال أوروبا، 3 مباريات وهدف واحد في الدوري الأوروبي
5. ↑  المباريات في درع الاتحاد الإنجليزي
6. ↑  3 مباريات وهدف واحد في دوري أبطال أوروبا، مباراتين واحد واحد في الدوري الأوروبي
7. ↑  مباراتين وهدف واحد في دوري أبطال أوروبا، 5 مباريات و4 أهداف في الدوري الأوروبي

### المنتخب
آخر تحديث 24 يونيو 2014.
| إيطاليا | إيطاليا | إيطاليا |
| العام   | الظهور  | الأهداف |
| ------- | ------- | ------- |
| 2010    | 2       | 0       |
| 2011    | 5       | 1       |
| 2012    | 9       | 4       |
| 2013    | 13      | 7       |
| 2014    | 4       | 1       |
| المجموع | 33      | 13      |

#### الأهداف الدولية
قائمة الأهداف والنتائج مع منتخب إيطاليا الأول.
| 1.                       | 11 نوفمبر 2011 | ملعب مييسكي، فروتسواف        | بولندا          | 1–0 | 2–0 | ودية                   |
| 2.                       | 18 يونيو 2012  | ملعب مييسكي، بوزنان          | جمهورية أيرلندا | 2–0 | 2–0 | بطولة أمم أوروبا 2012  |
| 3.                       | 28 يونيو 2012  | ملعب وارسو الوطني، وارسو     | ألمانيا         | 1–0 | 2–1 | بطولة أمم أوروبا 2012  |
| 4.                       | 28 يونيو 2012  | ملعب وارسو الوطني، وارسو     | ألمانيا         | 2–0 | 2–1 | بطولة أمم أوروبا 2012  |
| 5.                       | 16 أكتوبر 2012 | سان سيرو، ميلانو             | الدنمارك        | 3–1 | 3–1 | تصفيات كأس العالم 2014 |
| 6.                       | 21 مارس 2013   | ملعب جنيف، جنيف              | البرازيل        | 2–2 | 2–2 | ودية                   |
| 7.                       | 26 مارس 2013   | ملعب تاكالي الوطني، تاكالي   | مالطا           | 1–0 | 2–0 | تصفيات كأس العالم 2014 |
| 8.                       | 26 مارس 2013   | ملعب تاكالي الوطني، تاكالي   | مالطا           | 2–0 | 2–0 | تصفيات كأس العالم 2014 |
| 9.                       | 16 يونيو 2013  | ملعب ماراكانا، ريو دي جانيرو | المكسيك         | 2–1 | 2–1 | كأس القارات 2013       |
| 10.                      | 19 يونيو 2013  | أرينا سيداد دا كوبا، ريسيفي  | اليابان         | 3–2 | 4–3 | كأس القارات 2013       |
| 11.                      | 10 سبتمبر 2013 | ملعب يوفنتوس، تورينو         | جمهورية التشيك  | 2–1 | 2–1 | تصفيات كأس العالم 2014 |
| 12.                      | 15 أكتوبر 2013 | ملعب سان باولو، نابولي       | أرمينيا         | 2–2 | 2–2 | تصفيات كأس العالم 2014 |
| 13.                      | 14 يونيو 2014  | أرينا دا أمازونيا، ماناوس    | إنجلترا         | 2–1 | 2–1 | كأس العالم 2014        |
| آخر تحديث 14 يونيو 2014. |                |                              |                 |     |     |                        |

## الإنجازات

### النادي
إنتر ميلان
- الدوري الإيطالي الدرجة الأولى (3): 2007–08، 2008–09، 2009–10[5]
- كأس إيطاليا (1): كأس إيطاليا 2009–10[5]
- كأس السوبر الإيطالي (1): 2008[5]
- دوري أبطال أوروبا (1): 2009–10[5]

مانشستر سيتي
- الدوري الإنجليزي الممتاز (1): 2011–12[5]
- كأس الاتحاد الإنجليزي (1): 2010–11[5]

### المنتخب
- بطولة أمم أوروبا الوصيف: 2012[5]
- كأس القارات المركز الثالث: 2013[20]

### الفردية
- هدّاف كأس إيطاليا (1): كأس إيطاليا 2007–08[21]
- جائزة الفتى الذهبي (1): 2010[22]
- نهائي كأس الاتحاد الانجليزي لاعب في المباراة (1): 2011[23]
- بطولة أمم أوروبا فريق البطولة (1): 2012[24]
- بطولة أمم أوروبا هداف البطولة «بالتشارك» (1): 2012[25]
- الدوري الإيطالي فريق السنة (1): 2012–13[26]
- فيفبرو الفريق الرابع (1): [27] 2013
- هداف دوري ابطال اوروبا 2009

## وصلات خارجية
- ماريو بالوتيلي على موقع IMDb (الإنجليزية)
- ماريو بالوتيلي على موقع إن إن دي بي (الإنجليزية)

- الموقع الرسمي
- الملف الشخصي مع ليفربول
- الملف الشخصي على جميع اللاعبين (بالإيطالية)
- الملف الشخصي على AIC (بالإيطالية)
- الملف الشخصي على Lega Serie A (بالإيطالية)
- الملف الشخصي المهني صحيفة لا جازيتا ديلو سبورت (بالإيطالية)
- الملف الشخصي مع الفريق الوطني (بالإيطالية)
- الملف الشخصي على إيطاليا 1910 (بالإيطالية)
- ماريو بالوتيلي على موقع الاتحاد الدولي (مؤرشف)  (الإنجليزية)
- ماريو بالوتيلي على موقع الاتحاد الأوربي (الإنجليزية)
- ماريو بالوتيلي على موقع اتحاد تركيا (لاعب) (الإنجليزية)
- ماريو بالوتيلي على موقع رابطة كرة القدم الفرنسية للمحترفين (الإنجليزية)
- ماريو بالوتيلي على موقع إي إس بي إن إف سي (الإنجليزية)
- ماريو بالوتيلي على موقع قاعدة بيانات كرة القدم.إي يو (الإنجليزية)
- ماريو بالوتيلي على موقع ليكيب (الفرنسية)
- ماريو بالوتيلي على موقع ناشيونال فوتبول تيمز (الإنجليزية)
- ماريو بالوتيلي على موقع Soccerbase.com (لاعب) (الإنجليزية)
- ماريو بالوتيلي على موقع Soccerway.com (الإنجليزية)